# صندوق التخلص من النفايات النووية (ألمانيا)
صندوق التخلص من النفايات النووية هو صندوق اتحادي ألماني لإدارة الوقف المالي لمواقع تخزين النفايات النووية على المدى الطويل. يتم تنظيم الصندوق كصندوق ائتمان ويقع في اختصاص الوزارة الاتحادية للشؤون الاقتصادية والطاقة. ومع ذلك، يجب أن يتبع إغلاق جميع محطات الطاقة عن طريق إيجاد مقبرة نووية دائمة بحلول الموعد النهائي للحكومة 2031.

## خلفية
في أعقاب الكارثة النووية في فوكوشيما في عام 2011 ، قررت الحكومة الألمانية التخلص التدريجي من إنتاج الطاقة النووية. لذلك يجب إغلاق جميع محطات الطاقة النووية الألمانية بحلول عام 2022. تم تكليف مشغلي محطات الطاقة بالمسؤولية عن تفكيك النفايات النووية الناتجة والتخلص منها. لمعالجة المخاوف من أن التخلص من النفايات النووية قد يعتمد على الاستقرار المالي لهؤلاء المشغلين، تم تحويل المسؤولية المالية طويلة الأجل إلى صندوق استئماني يديره «الصندوق النووي» 

## روابط خارجية
www.entsorgungsfonds.de